# Antofagasta de la Sierra
Antofagasta de la Sierra es la capital del departamento homónimo en la provincia de Catamarca (Argentina), en plena cordillera de los Andes, en la zona denominada Puna.
Antofagasta de la Sierra, llamada «la antesala del cielo», se encuentra a 3323 m s. n. m., rodeada de montañas que superan los 6000 m de altura y cercana a enormes salares. Es el principal oasis de la Puna catamarqueña. Constituye, además, la cabecera departamental que se encuentra a mayor altitud en la provincia y la más alejada de la ciudad capital, San Fernando del Valle de Catamarca.

## Accesos
Desde San Fernando del Valle de Catamarca, capital de la provincia, se accede por un camino, mayormente consolidado, a través de la ruta provincial 43 a 284 km al norte de Belén, y 597 km de la mencionada capital.
Desde el norte se accede desde la localidad puneña de San Antonio de los Cobres, provincia de Salta, la cual se ubica a 309 km. Hasta 1978, cuando se habilitó el acceso de la ruta hacia el norte, solo se podía acceder a Antofagasta de la Sierra desde la provincia de Salta.

## Clima

### Datos
Su clima es riguroso, continental, frío y seco, con temperaturas mínimas por debajo de 0° C, una amplitud térmica diaria que supera los 30 °C y precipitaciones inferiores a los 200 mm anuales.
La capital departamental, junto con otras localidades cercanas, se encuentra dentro de la región geológica y cultural denominada Las Parinas, área geográfica caracterizada por un clima  extremadamente frío e inclemente.

## Sismicidad
La sismicidad de la región de Catamarca es frecuente y de intensidad baja, y un silencio sísmico de terremotos medios a graves cada 30 años en áreas aleatorias. Sus últimas expresiones se produjeron:
- 22 de septiembre de 1908 (116 años), a las 17.00 UTC-3, con 6,5 Richter, escala de Mercalli VII; ubicación 30°30′0″S 64°30′0″O / -30.50000, -64.50000; profundidad: 100 km; produjo daños en las provincias de Córdoba, Santiago del Estero, La Rioja y de Catamarca[2]
- 3 de noviembre de 1973 (51 años), a las 14.17 UTC-3 con 5,8 Richter: además de la gravedad física del fenómeno se unió el desconocimiento absoluto de la población a estos eventos recurrentes
- 7 de septiembre de 2004 (20 años), a las 8.53 UTC-3, con una magnitud aproximadamente de 6,5 en la escala de Richter (terremoto de Catamarca de 2004)[1]

## Población
La población se compone mayoritariamente de descendientes de los pueblos originarios; diaguitas y atacameños aunque mestizada con criollos.
En los últimos años ha crecido y cuenta con 730 habitantes (Indec, 2010), lo que representa un incremento del 9 % frente a los 667 habitantes (Indec, 2001) del censo anterior. Hay 1342 habitantes en todo el municipio. Debido a su posición de gran aislamiento, el índice de masculinidad es elevado: 107.
| Gráfica de evolución demográfica de Antofagasta de la Sierra entre 1991 y 2010 |
|                                                                                |
| Fuente: censos nacionales del INDEC                                            |

## Toponimia
Existen varias teorías sobre la etimología de Antofagasta: en kakan, el idioma de los diaguitas, habría significado Pueblo del Salar Grande (Antofaya; Salar Grande y gasta o kasta; poblado), otros consideran el significado Puerta del Sol según una probable etimología atacameña.[cita requerida]

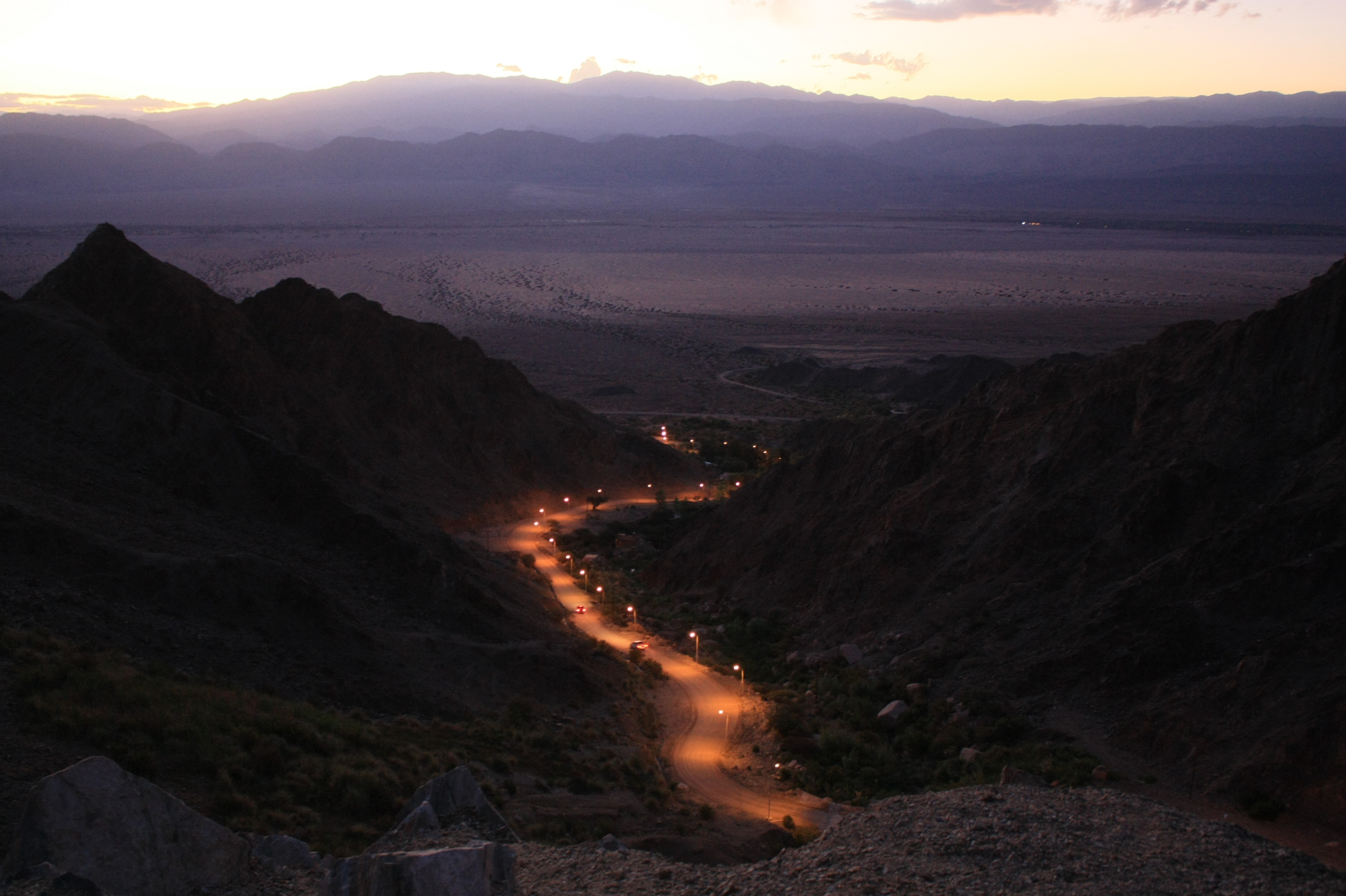
"Camino de fuego", paisaje característico de Antofagasta.

## Historia

Fue un antiguo poblado de los atacameños, en sus cercanías existían (y existen) importantes minas de oro, cobre, bórax, plomo etc. En 1780 se incluyó su región en la Intendencia de Salta del Tucumán dentro del Virreinato del Río de la Plata. Tras la Revolución de Mayo el territorio fue ratificado como parte de la provincia de Salta en 1814. Sin embargo, el territorio en donde se encuentra Antofagasta de la Sierra fue pretendido por Bolivia hasta 1890, año en el cual reconoció la plena soberanía argentina sobre el territorio; y en el año 1899 debió hacerlo Chile debido al Laudo de Buchanan que puso término al litigio de la Puna de Atacama. De este modo en 1900 Antofagasta de la Sierra pasó a ser la capital del departamento homónimo y más meridional de la Gobernación Nacional de los Andes. Cuando la Gobernación de Los Andes fue disuelta y repartida entre Jujuy, Salta y Catamarca, todo el departamento de Antofagasta de la Sierra pasó a jurisdicción catamarqueña.
Ver: Litigio de la Puna de Atacama - Guerra entre la Confederación Argentina y la Confederación Perú-Boliviana

## Actividad económica
Es un oasis de regadío: hay grandes alfalfares que nutren a los rebaños ovinos, caprinos o de auquénidos como la llama, finalmente estas pasturas también alimentan a los vacunos y equinos arreados hacia Chile, existen álamos y tamarindos, así como bosquecillos de churqui y queñoa. La población tiene sus pocas calles arboladas con álamos que se destacan de las pequeñas casas de adobes estucadas y pintadas de blanco. Existen un pequeño hospital, una escuela provincial (N°494 "camara de diputados"). Pequeñas quintas de maíz, trigo, papas, habas, quinoa y cebollas. Cría de lanares. Artesanía textil (ponchos etc.). Atractivos turísticos: Feria Artesanal y Ganadera de la Puna. Fiesta de los Muertos. El potencial turístico es muy importante, no solo por los aspectos pintorescos de la población sino por el entorno natural, en sus cercanías se encuentran muchos volcanes apagados, destacándose entre ellos el elevado volcán Galán con una gigantesca caldera de 45 por 35 km, dentro de tal cráter se ubican las Lagunas de Diamante, otros grandes atractivos son el extenso Salar del Hombre Muerto con paisajes de gran belleza, mientras que en la Laguna Grande abundan los parinas (flamencos pequeños). En 2018, en Antofagasta de la Sierra se inauguró la primera usina fotovoltaica de la Puna de Atacama.

## Parroquias de la Iglesia católica en Antofagasta de la Sierra
| Prelatura territorial | Cafayate                 |
| --------------------- | ------------------------ |
| Parroquia             | Nuestra Señora de Loreto |